# 梁賢柱
梁 賢柱（リャン・ヒョンジュ、朝鮮語: 량현주、1998年5月31日 - ）は、埼玉県出身のサッカー選手。ポジションはフォワード(FW)。
JFL・ヴィアティン三重所属。元U-17、U-19、U-23北朝鮮代表。

## 来歴
ヴィッセル神戸および大宮アルディージャのアカデミー出身。大宮アルディージャジュニアユースでは2013年にクラブ史上初となるJFAプレミアカップ優勝を達成した。東京朝鮮中高級学校在学中の2015年秋にはU-17北朝鮮代表の一員としてチリで開催された2015 FIFA U-17ワールドカップに参加した。
2021年シーズン開幕直前の3月3日、FC今治加入が発表された。3月14日、J3第1節のロアッソ熊本戦でJリーグデビューを果たした。9月12日、第18節の藤枝MYFC戦でJリーグ初ゴールを決めた。
しかしわずか1年でFC今治を退団。同年12月9日、フクダ電子アリーナで行われたJリーグ合同トライアウトに出場した。
2022年2月11日、東京武蔵野ユナイテッドFCに移籍。
2023年、ヴィアティン三重に移籍。

## 所属クラブ
- ヴィッセル神戸U-12
- 2011年 - 2013年 大宮アルディージャU-15
- 2014年 - 2016年 東京朝鮮中高級学校
- 2017年 - 2020年 早稲田大学
- 2021年  FC今治
- 2022年  東京武蔵野ユナイテッドFC
- 2023年 -  ヴィアティン三重

## 個人成績
| 国内大会個人成績 | 国内大会個人成績 | 国内大会個人成績 | 国内大会個人成績 | 国内大会個人成績 | 国内大会個人成績 | 国内大会個人成績 | 国内大会個人成績 | 国内大会個人成績 | 国内大会個人成績 | 国内大会個人成績 | 国内大会個人成績 |
| 年度             | クラブ           | 背番号           | リーグ           | リーグ戦         | リーグ戦         | リーグ杯         | リーグ杯         | オープン杯       | オープン杯       | 期間通算         | 期間通算         |
| 年度             | クラブ           | 背番号           | リーグ           | 出場             | 得点             | 出場             | 得点             | 出場             | 得点             | 出場             | 得点             |
| 日本             | 日本             | 日本             | 日本             | リーグ戦         | リーグ戦         | リーグ杯         | リーグ杯         | 天皇杯           | 天皇杯           | 期間通算         | 期間通算         |
| ---------------- | ---------------- | ---------------- | ---------------- | ---------------- | ---------------- | ---------------- | ---------------- | ---------------- | ---------------- | ---------------- | ---------------- |
| 2021             | 今治             | 16               | J3               | 12               | 1                | -                | -                | 1                | 0                | 13               | 1                |
| 2022             | 武蔵野           | 23               | JFL              | 26               | 10               | -                | -                | -                | -                | 26               | 10               |
| 2023             | 三重             | 15               | JFL              | 23               | 2                | -                | -                | 2                | 1                | 25               | 3                |
| 2024             | 三重             | 41               | JFL              | 22               | 5                | -                | -                | 2                | 0                | 24               | 5                |
| 2025             | 三重             | 41               | JFL              |                  |                  | -                | -                |                  |                  |                  |                  |
| 通算             | 日本             | 日本             | J3               | 12               | 1                | -                | -                | 1                | 0                | 13               | 1                |
| 通算             | 日本             | 日本             | JFL              | 71               | 17               | -                | -                | 4                | 1                | 75               | 18               |
| 総通算           | 総通算           | 総通算           | 総通算           | 83               | 18               | -                | -                | 5                | 1                | 88               | 19               |

出場歴
- Jリーグ初出場：2021年3月14日 J3第1節 ロアッソ熊本戦（ありがとうサービス. 夢スタジアム）
- Jリーグ初得点：2021年9月12日 J3第18節 藤枝MYFC戦（ありがとうサービス. 夢スタジアム）

## 代表歴
- U-17北朝鮮代表
  - 2015 FIFA U-17ワールドカップ
- U-19北朝鮮代表
  - AFC U-19選手権2016
- U-23北朝鮮代表
  - 2018年アジア競技大会
  - AFC U-23選手権2020